# Anne-Catherine de Ligniville
Anne-Catherine de Ligniville (francès: Anne-Catherine de Ligniville Helvétius)  (Nancy, 23 de juliol de 1722 - Auteuil, 12 d'agost de 1800) nascuda en una família noble, Anne Catherine de Ligniville (anomenada Minette) era una dels vint-i-un fills del camarlenc Jean Jacques de Ligniville (1694-1769) i de Charlotte de Saureau. Fou la neboda de la cèlebre salonnière Madame de Graffigny.